# De kom, de så, de løb!
De kom, de så, de løb! (originaltitel: ¡Three Amigos!) er en amerikansk komediefilm fra 1986 instrueret af John Landis og med Chevy Chase, Steve Martin og Martin Short i hovedrollerne som de tre amigoer.

## Medvirkende
- Steve Martin
- Chevy Chase
- Martin Short
- Patrice Martinez
- Alfonso Arau
- Tony Plana
- Joe Mantegna